# Deranged
A Deranged nevű svéd death metal együttes 1991-ben alakult meg Hjarup-ban. 2008-ban feloszlott, de ugyanebben az évben újraalakult, és egészen a mai napig működik. Lemezeiket a Sevared Records adja ki.

## Tagok

### Jelenlegi tagok
- Thomas Algrén – gitár
- Rikard Wermén – dobok
- Andreas Johnson – basszusgitár
- Anders Johansson – éneklés

## Diszkográfia

### Stúdióalbumok
- Rated X (1995)
- High on Blood (1998)
- III (2000)
- Deranged (2001)
- Plainfield Cemetery (2002)
- Obscenities in B-Flat (2006)
- The Redlight Murder Case (2008)
- Cut, Carve, Rip, Sevre (2011)
- Struck by a Murderous Siege (2016)

### Egyéb kiadványok
- The Confessions of a Necrophile (demó, 1992)
- ...The Confessions Continues (EP, 1993)
- Upon the Medical Slab (demó, 1994)
- Architects of Perversions (EP, 1994)
- Sculpture of the Dead (EP, 1996)
- Abscess/Deranged (split lemez, 2001)
- Morgue Orgy (EP, 2013)